# Szeget szeggel

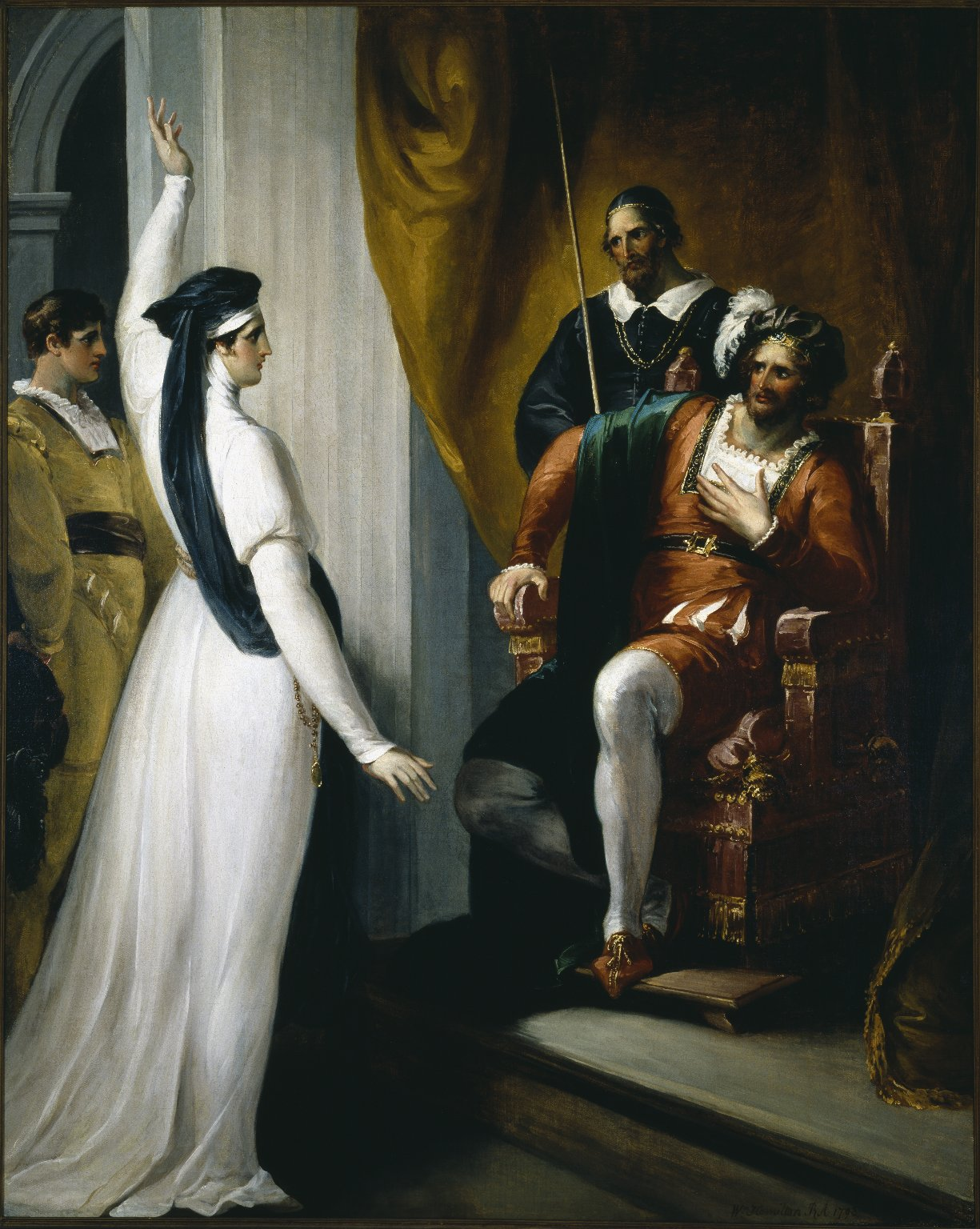
Izabella Angelo előtt (William Hamilton, 1793)

A Szeget szeggel (angolul: Measure for Measure) William Shakespeare egyik vígjátékok között említett darabja, amit pontosabb az úgynevezett „problémás” darabok közé sorolni.  A Bécsben játszódó műben a Herceg, aki idáig túl engedékeny volt a törvénykezésben, ideiglenesen átadja a hatalmat a szigorú erkölcsű Angelónak, hogy a város morális rendje helyreálljon. A darab komoly etikai dilemmákat vet fel az egyéni, a társadalmi és a teológiai értékek szembeállításával.

## Szöveg keletkezése és ideje
Az 1604-5-ös Revels accounts szerint a Szeget szeggel első feljegyzett előadása 1604. december 26-án történt. A szövegben több utalás van olyan eseményekre, amik korábban voltak aktuálisak, ezért megalapozott az a gyanú, miszerint a darab nem volt teljesen új 1604-es előadásakor.  A Szeget szeggelt 1623. november 8-án adta hozzá a Könyvkereskedők és Papírárusok Társaságának regiszteréhez Edward Blount és Isaac Jaggard. A darab az Első Folióban 1623-ban jelent meg nyomtatásban először, szövegét Ralph Crane másolta át valószínűleg egy súgópéldányból.

## A mű forrásai
A Szeget szeggelnek két fő forrása van. Az egyik Giovanni Battista Giraldi (Cinthio) Epitia (1573) című tragédiája, de nagyobb mértékben George Whetstone két részes Promos és Cassandra (1578) című darabja. A kora Jakab-kori színházban az „álruhás uralkodó” közkedvelt szereplőtípus volt. A Shakespeare által kedvelt „ágy-trükk” az olasz regényekből is híres, de már az Ószövetségben is előfordult (Teremtés könyve 38).

## A dráma szereplői
| Eredeti Név                  | Lemouton Emília (1845) | Greguss Ágost (1865) | Mészöly Dezső (1945) | Jánosházy György (1999) | Báthori Csaba (2010)   | Nádasdy Ádám (2014) | Leírás                             |
| Isabella                     | Isabella               | Izabella             | Izabella             | Izabella                | Izabella               | Izabella            | Claudio húga, erényes, vallásos nő |
| Claudio                      | Claudio                | Claudio              | Claudio              | Claudio                 | Claudio                | Claudio             | nemes úrfi                         |
| Vincentio, The Duke          | Vincentio              | Vincentio            | Vincentio            | Vincentio               | Vincentio              | Herceg              | Bécs hercege                       |
| Angelo                       | Angelo                 | Angelo               | Angelo               | Angelo                  | Angelo                 | Angelo              | Bécs helytartója                   |
| Elbow                        | Elbow                  | Könyök               | Tuskó                | Bütyök                  | Könyök                 | Könyök              | együgyű rendőr                     |
| Lucio                        | Lucio                  | Lucio                | Lucio                | Lucio                   | Lucio                  | Lucio               | nagyszájú léhűtő                   |
| Escalus                      | Escalus                | Escalus              | Escalus              | Escalus                 | Escalus                | Escalus             | öreg tanácsúr                      |
| Juliet                       | Julietta               | Julia                | Júlia                | Júlia                   | Júlia                  | Giulietta           | Claudio szerelmese                 |
| Mistress Overdone            | Overdonené             | Nyüviné              | Tekeriné             | Csömöriné               | Riherongy asszonyság   | Keféné              | kerítőnő                           |
| Pompey                       | Bohócz                 | Bohócz               | Pompeius             | Pompejus                | Pompeius               | Pompó               | csapos                             |
| The Provost                  | Porkoláb               | Porkoláb             | Porkoláb             | Foglár                  | Porkoláb               | Parancsnok          | börtönőr                           |
| Barnadine                    | Barnadine              | Bernát               | Bernát               | Bernát                  | Bernát                 | Bernát              | korhely rab                        |
| Friar Thomas and Friar Peter | Tamás és Péter         | Tamás és Péter       | Tamás és Péter       | Tamás és Péter barát    | Tamás és Péter testvér | Barát               | szerzetesek                        |
| Abhorson                     | Abhorson               | Rémes                | Rémes                | Véres                   | Irtózat                | Kaszáló             | hóhér                              |
| Froth                        | Froth                  | Habarcz              | Hólyag               | Pupák                   | Hólyag                 | Habossy             | bolond nemes                       |
| Varrius (silent role)        | Varrius                | Varrius              | Varrius              | Varrius                 | Varrius                | Varrius             | a Herceg barátja                   |
| Francisca                    | Francisca              | Francisca            | Franciska            | Franciska               | Franciska              | Apáca               | apáca                              |
| a Justice                    | Bíró                   | Bíró                 | Bíró                 | Bíró                    | Bíró                   | Bíró                | bíró                               |
| Mariana                      | Mariana                | Mariána              | Marianna             | Marianna                | Marianna               | Mariann             | Angelo menyasszonya                |

## A mű cselekménye

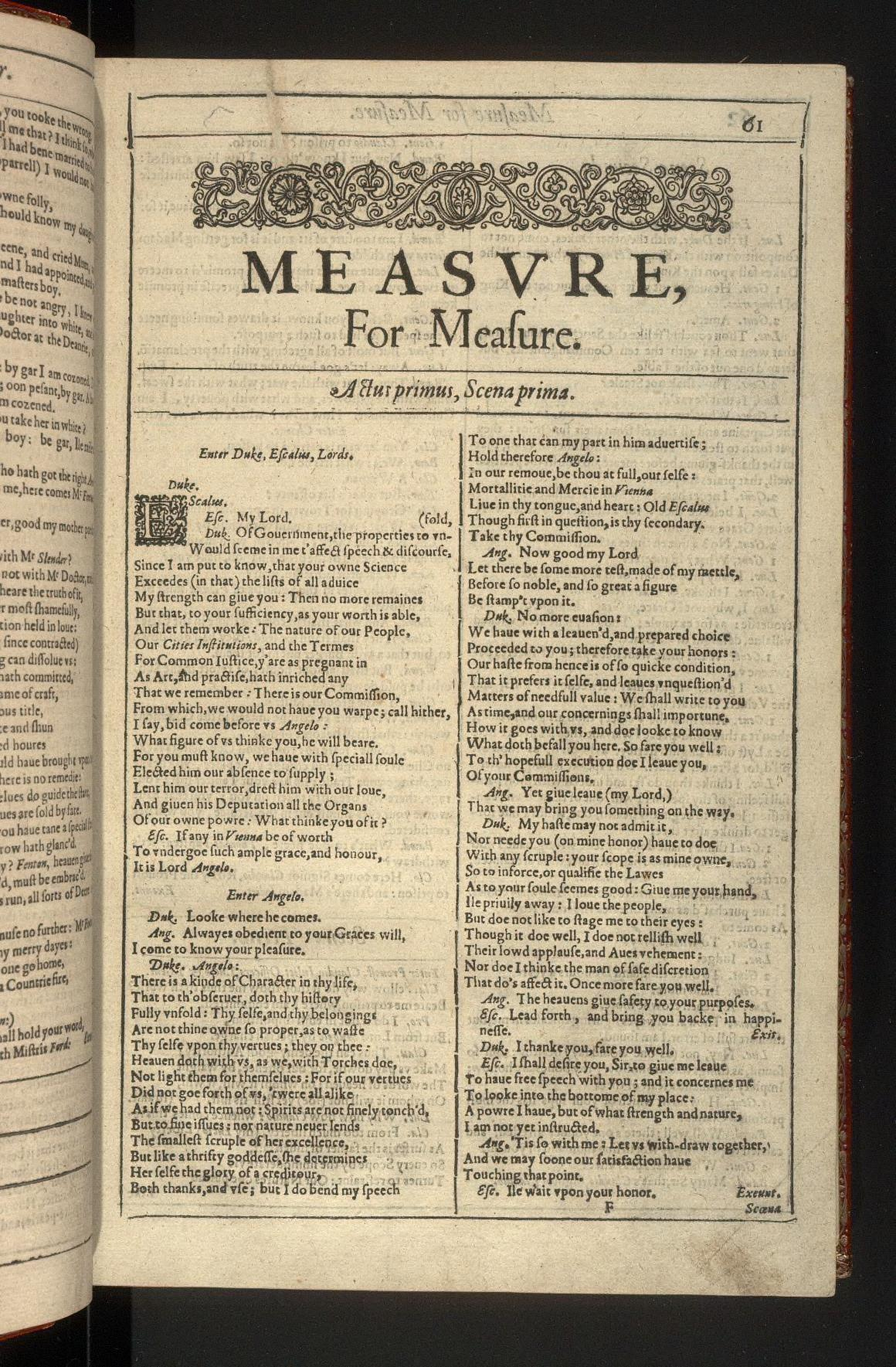
Első Fólió

### Első felvonás

#### Első jelenet
A Herceg Angelo-ra bízza Bécs ideiglenes kormányzását, a bölcs és öreg Escalust pedig helyettesének teszi meg. Angelo arra kéri a Herceget, valami kisebb módon próbáltassa meg őt, mielőtt ilyen nagy felelősséggel ruházza fel, de a Herceg biztos döntésében és elviharzik rejtélyes dolgára.

#### Második jelenet
Az utcán Lucio és két nemesúrfi beszélgetését megszakítja Tekeriné és elújságolja, hogy Claudiót elítélték paráznaságért és három napon belül a fejét veszik. Pompeius közli Tekerinével, hogy a bordélyházakat is, köztük az övét is, bezáratják. Miközben Claudiót elvezetik a börtönbe, a porkolábtól megtudjuk, hogy Angelo különös rendelkezése szerint cselekszik. Claudio megkéri Luciót, hogy tudassa húgával, Izabellával, szerencsétlen helyzetét és kérjen tőle segítséget.

#### Harmadik jelenet
A Herceg egy monostorban megkéri Tamás barátot, hogy bújtassa őt el és adjon neki szerzetes ruhát. Elmagyarázza, hogy azért bízta Angelóra a város vezetését és ezzel a törvények szigorúbban való betartatását, mert azelőtt éppen ő volt, aki túl elnéző volt a törvényeket illetően, ezért zsarnokság lenne annyi év után hirtelen betartatnia azokat. A Herceg szerzetesnek álcázva tervezi kikémlelni Angelo uralkodását és valódi jellemét.

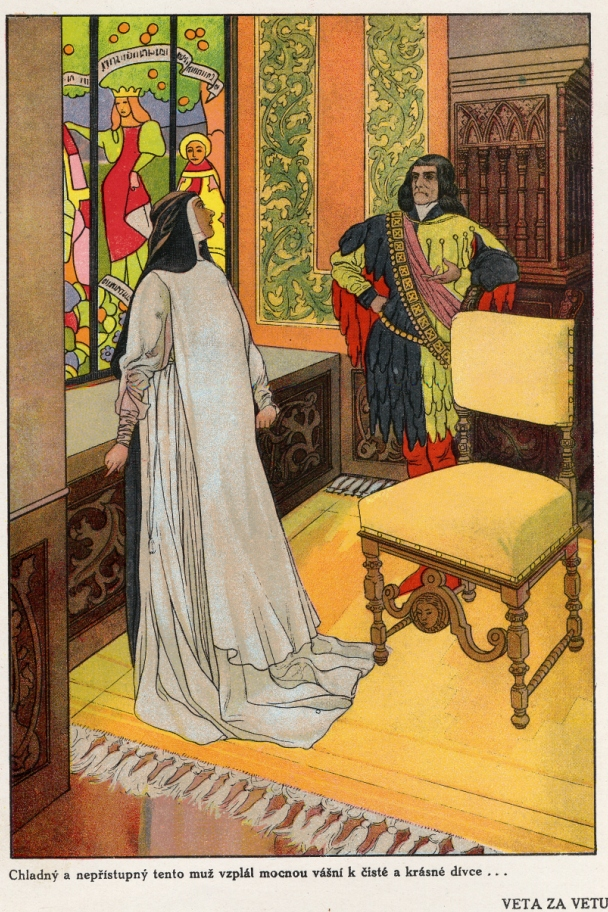
Artuš Scheiner illusztrációja (1923 előtt)

#### Negyedik jelenet
Ez idő alatt Izabella épp az apácakolostorban készül a fogadalomtételre, amikor Lucio értesíti bátyja, Claudio, helyzetéről. Arra kéri Izabellát, könyörögjön kegyelemért és vesse be minden báját Angelónál, hogy bátyját szabadon engedje.

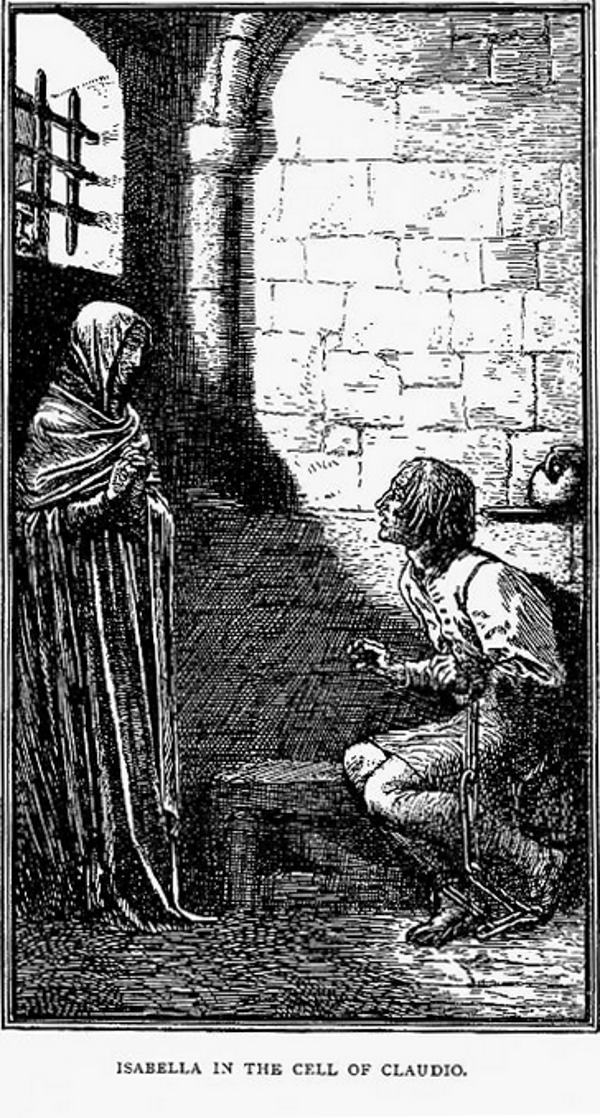
Robert Anning Bell, 1899ː Isabella és Claudio

### Második felvonás

#### Első jelenet
Escalus azzal vádolja Angelót, hogy túlzásba esik Claudio halálra ítélésével, és megkérdi, vele nem fordult-e már elő, hogy kísértésbe esett. Angelo kitérő választ ad, és kijelenti, ha ugyanezt a bűnt ő követte volna el, saját magát is halálra ítélné. Mivel Angelót untatja a gyanúsítottak kihallgatása a bíróságon, ideiglenesen Escalusra hagyja az igazságszolgáltatást. Hólyagot és Pompeiust is paráznasággal kapcsolatos vádakkal állították elő, de Escalus mindkettőjüket elengedi egy figyelmeztetéssel.

#### Második jelenet
A porkoláb megkérdi Angelótól, biztos-e a Claudióról hozott ítéletében, de Angelo hajthatatlan. Izabella a kegyelmesség mellett érvelve kéri Angelót, hogy engedje el Claudiót. Addig győzködi Angelót, míg az vissza nem rendeli őt másnapra, mondván, hogy addig meggondolja a dolgot. Angelo emészti magát, mert rájön, hogy Izabella vágyat ébresztett benne.

#### Harmadik jelenet
A Herceg szerzetesnek álcázva meglátogatja a börtönt, ahol találkozik Júliával. A Herceg megkérdi tőle, hogy bánja-e a bűneit és felajánlja, hogy segít a feloldozásban. Júlia ekkor tudja meg, hogy szerelmét másnap reggel kivégzik és siránkozni kezd.

#### Negyedik jelenet
Másnap Angelo fogadja Izabellát, és megkérdi tőle, hajlandó lenne-e feláldozni szüzességét bátyja életéért cserébe. Amikor világossá válik Izabellának, hogy Angelo ezt nem elvont értelemben kérdi, hanem saját testi vágyára utal, Izabella megfenyegeti, hogy elhíreszteli milyen képmutató Angelo valójában. Angelo nem riad meg, mert szerinte úgy sem hinne Izabellának senki. Angelo másnap reggelig ad időt Izabellának, hogy átgondolja az ajánlatát. Izabella úgy dönt, meglátogatja Claudiót; biztos benne, hogy Claudio egyetért majd vele abban, hogy az ő tisztasága fontosabb Claudio életénél.

### Harmadik felvonás

#### Első jelenet
A Herceg szerzetesi álruhájában készíti fel Claudiót a halálra, amikor Izabella megérkezik. A Herceg kihallgatja, amikor Izabella elmondja testvérének Angelo milyen alkut kínált. Eleinte Claudio is úgy véli, Izabellának nem szabad feladnia szüzességét, de úrrá lesz rajta a halálfélelem, és arra kéri testvérét, tegye meg ezt az áldozatot érte, hiszen a körülmények miatt ez a bűn jótettnek minősül majd. Izabella felháborodik, és gyávának nevezi Claudiót, mikor a Herceg közbelép. Azt mondja, Angelo csak próbára akarta tenni Izabella erényét, de Claudiót így is úgy is kivégeztette volna. A Herceg megoldást kínál Izabellának. Angelo otthagyta jegyesét, Mariannát, amikor az elvesztette egy hajótörésben a hozományát. A Herceg azt javasolja, Izabella fogadja el Angelo alkuját, de Mariannát küldje hozzá helyette, így Angelo kénytelen lenne megkegyelmezni Claudiónak és Mariannát is el kéne vennie.

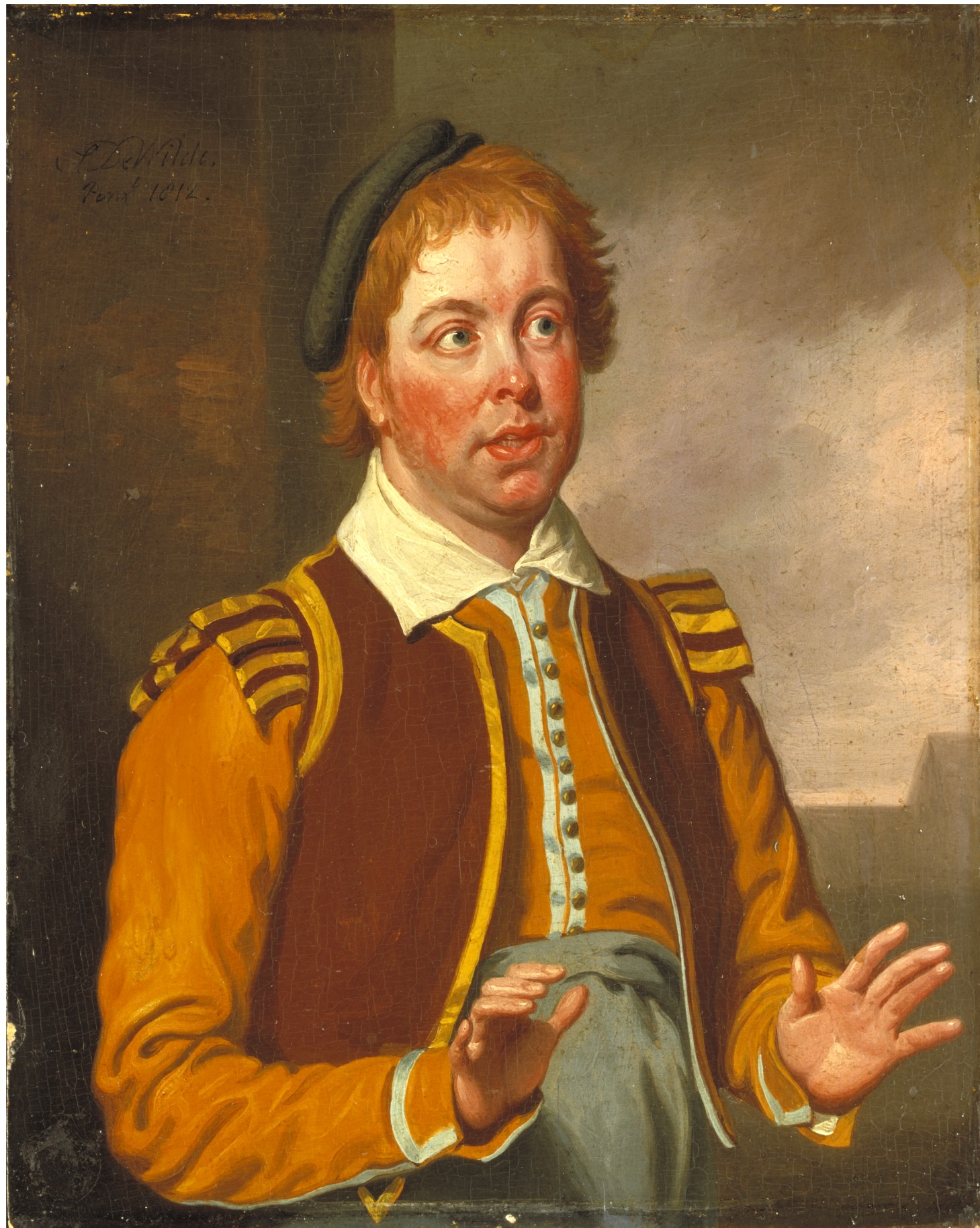
Pompeius (Samuel De Wilde, 1812)

#### Második jelenet
Tuskó a börtönbe vezeti Pompeiust kerítés vádjával. Lucio rosszindulatú pletykálkodásba kezd a Hercegről az álruhában rejtőzködő Herceggel. Tekerinét is letartóztatják amiért éveken át bordélyházat vezetett, aki ekkor elárulja, hogy Lucio is bűnös, mivel teherbe ejtette a bordélyház egyik munkását. A Herceg kijelenti egy monológban, hogy Angelo képmutatása szégyenletes és ezért megleckézteti őt.

### Negyedik felvonás

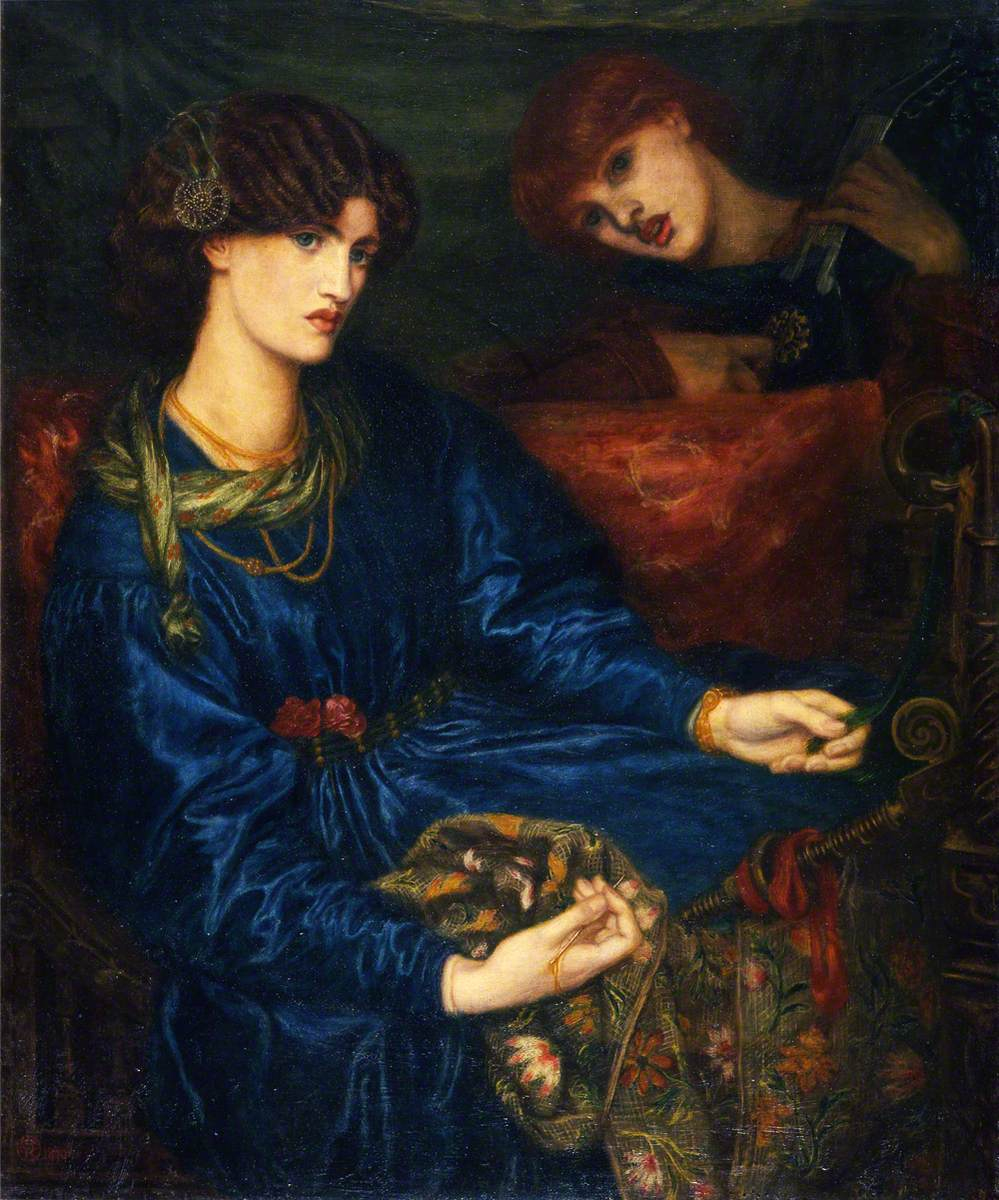
Dante Gabriel Rossetti - Mariana (1870)

#### Első jelenet
A Herceg és Izabella meglátogatja Mariannát, és beavatják az Angelo leleplezéséről szóló tervbe. Marianna izgatott a terv hallatán és boldogan belemegy a játékba.

#### Második jelenet
A porkoláb a börtönben felajánlja Pompeiusnak, hogy elengedi őt, ha segít Claudio és egy másik rab kivégzésében. Egy követ levelet hoz Angelótól, amiben nem Claudio szabadon engedését parancsolja meg (ahogy az az alkunak megfelelne), hanem Claudio kivégzését sürgeti és azt, hogy a fejét küldjék meg neki bizonyítékképp. A Herceg ráveszi a porkolábat, hogy Claudio feje helyett Bernát, a gyilkos, fejét küldje el Angelónak, akit szintén aznap végeznek ki.

#### Harmadik jelenet

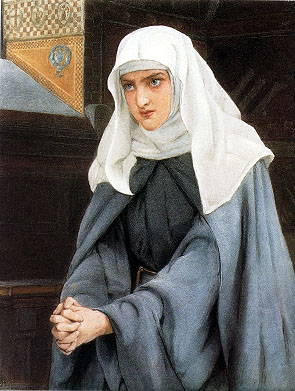
Izabella (Francis William Topham, 1888)

Bernát másnaposságra hivatkozva nem kel fel a kivégzésére, mert nem áll rá készen. A Herceg szerint bűn olyan embert kivégezni, aki nem áll arra készen, ezért a porkoláb javaslatára inkább Ragozin, a nem régen meghalt kalóz fejét küldik el Angelónak. A Herceg megírja Angelónak, hogy hamarosan visszatér. Amikor Izabella megérkezik és Claudióról kérdez, a Herceg azt hazudja, hogy kivégezték. A Herceg azzal nyugtatja Izabellát, hogy amikor a Herceg visszaérkezik Bécsbe, akkor igazságot szolgáltat.

#### Negyedik jelenet
Angelo és Escalus a Herceg levelén tanakodnak. A levélben a Herceg arra kötelezi őket, hirdessék ki, hogy ha valakinek panasza van, terjessze azt elő az utcán. Angelo bevallja, hogy azért nem tartotta be az alku ráeső részét, mert félt, hogy Claudio bosszút állt volna. A Herceg megérkezik saját ruhájában Péter szerzetessel, és megkéri őt, hogy kézbesítsen pár levelet. Varrius megjelenik és sétál egyet a Herceggel.

### Ötödik felvonás
A Herceg a városkapunál fogadja Escalust és Angelót. Izabella a Herceghez fordulva igazságért kiált, és leleplezi Angelo zsarnoki uralkodását és képmutató énjét. A Herceg úgy tesz, mintha nem hinne neki és megkérdi, ki tanúsíthatja azt, amit elmondott. Izabella „Lajos barátot”, az álruhába bújt Herceget nevezi meg és elvezetik. Mariannát fekete fátyolban Angelo elé vezetik, aki bevallja, hogy ő Angelo jegyese és valójában nem Izabellával, hanem vele bujálkodott. A Herceg a szerzetesi álruhájában tér vissza, és megvádolják, hogy ő biztatta Izabellát és Mariannát Angelo rágalmazására. Lucio lerántja a Herceg csuklyáját és a Herceg felfedi magát. Luciót letartóztatják. Angelo halálbüntetést kér, de a Herceg arra utasítja, vegye el Mariannát. Hogy megfizessen Claudio haláláért, Angelóra ugyanolyan büntetést szab ki a Herceg, amilyet Angelo Claudióra. Izabella arra kéri a Herceget, hogy kegyelmezzen meg Angelónak. A porkoláb elővezeti Bernátot, Claudiót és Júliát és a Herceg megkegyelmez nekik, Izabellát pedig feleségül kéri.

## A Szeget szeggel témái
A Szeget szeggel fő témája az igazság illetve igazságosság kérdése. Már a címbeli bibliai utalás, szó szerint fordítva „mértéket mértékkel”, arra utal, hogy a darabban igazságtétel folyik, a szereplők azt kapják, amit megérdemelnek. A darabban a Herceg, Vincentio, veszi magára az igazságtevő szerepét, aki szerzetesi álruhájában képes volt az emberek valós természetét és szándékát kiismerni és ítéletét ehhez mérten meghozni. Érdekes kérdés lehet azonban, hogy a Herceg igazságtétele mennyiben tükrözi a szemet szemért mentalitást, és mennyiben hajlik inkább a kegyelem és megbocsátás felé.
A Szeget szeggel kiinduló problémája Bécs társadalmának általános morális leépülése és az uralkodó, avagy erkölcsi vezető, felelőssége ebben. Vincentio úgy érzi a városban az erkölcstelenség a végletekig fajult, ezért az azelőtt is létező, ám ez idáig betartatlan törvényeket a Herceg Angelo felhasználásával tartatja be újra. A városban a paráznaság tűnik fel, mint legelterjedtebb bűn, így az aszkéta Angelo első végzéseként a jegyesét házasságon kívül (előtt) teherbe ejtő Claudiót ítéli halálra. Ez az eltúlzott mértékű „igazságszolgáltatás” az, amiért felmerülhet bennünk az kérdés, hogy jogszabályokat lehet-e, illetve milyen mértékben lehet tenni erkölcsi kérdésekben.
Lényeges morális dilemmája a darabnak Angelo tisztességtelen ajánlata Izabellának testvére életéért cserébe. Izabella előbb adná fel saját életét, mint tisztaságát, így nem megy bele Angelo alkujába, Claudio viszont úgy érzi kis ár ez, sőt, önfeláldozó jó cselekedet, ha ezt az ő életének megmentéséért teszi.  Ez a probléma olyan feloldhatatlannak minősül, hogy külső megoldásként végül az „ágy-trükk” bevetése segít.

## A Szeget szeggel a magyar színházakban[10]
Az Országos Színháztörténeti Múzeum és Intézet digitális adattára szerint a Szeget szeggel 1927 és 2014 között 21 különböző rendezésben került előadásra.
Az első előadás a budapesti Nemzeti Színházban Hevesi Sándor fordításának felhasználásával 1927. március 11-én történt. Az összes további magyar színházi bemutatón Mészöly Dezső fordítását használták.
A Szeget szeggel Budapesten összesen hat alkalommal került a színházak repertoárjába. Ebből kétszer a Nemzeti Színházban, először 1927-ben Hevesi Sándor rendezésében és fordításában, másodszor pedig 1973-ban Mészöly Dezső fordításában és Major Tamás rendezésében. 1964-ben az Universitas Együttes nevű társulat vitte színre a darabot a budapesti Egyetemi Színpadon Ruszt József rendezésében. A következő budapesti rendezés Szirtes Tamásé volt a Madách Színházban 1985-ben, azután Máté Gáboré a Katona József Színházban 1996-ban. A legutóbbi budapesti bemutatója a darabnak 2014-ben a Budapesti Kamaraszínház Ericsson Stúdiójában, Csiszár Imre rendezésében történt.
Pécsett és Marosvásárhelyen egyaránt összesen három-három alkalommal rendezték meg a darabot. Pécsett mindhárom alkalommal a Pécsi Nemzeti Színházban mutatták be a darabot először 1947-ben, aztán 1966-ban és végül 1990-ben. Marosvásárhelyen először a Marosvásárhelyi Színművészeti Egyetem Szentgyörgyi Tagozata rendezte meg a darabot 1996-ban, utána pedig a Marosvásárhelyi Nemzeti Színház Tompa Miklós Társulata 2008-ban és 2014-ben. A Szeget szeggelt ezen kívül megrendezték még (időrendi sorrendben) Debrecenben, Kaposváron, Miskolcon, Veszprémben, Szolnokon, Sepsiszentgyörgyön, Székesfehérváron és Nyíregyházán.

## A Szeget szeggel filmes adaptációi
| Év   | Cím                                     | Ország         | Rendező           | Egyéb                                                                           |
| ---- | --------------------------------------- | -------------- | ----------------- | ------------------------------------------------------------------------------- |
| 1943 | Measure for Measure                     | Olaszország    | Marco Elter       |                                                                                 |
| 1979 | Measure for measure                     | Nagy-Britannia | Desmond Davis     | Izabella: Kate Nelligan; Herceg: Kenneth Colley; Angelo: Tim Pigott-Smith (BBC) |
| 1980 | Shakespeare: Szeget szeggel             | Magyarország   | Babarczy László   |                                                                                 |
| 1994 | Measure for measure                     | Nagy-Britannia | David Thacker     | Izabella: Juliet Aubrey; Herceg: Tom Wilkinson; Angelo: Corin Redgrave          |
| 1997 | Conjuring Shakespeare                   | Nagy-Britannia | Fiona Shaw        | Angelo: David Tennant                                                           |
| 2006 | Measure for Measure                     | Nagy-Britannia | Bob Komar         | Izabella: Josephine Rogers; Herceg: Simon Phillips; Angelo: Daniel Roberts      |
| 2016 | Measure for measure/Shakespeare’s Globe | Nagy-Britannia | Dominic Dromgoole |                                                                                 |